# Ami Ajalon
Ami Ajalon (hebrejsky עמי אילון‎, * 27. června 1945, Tiberias) je izraelský politik a bývalý poslanec Knesetu za Stranu práce. V minulosti zastával funkci ředitele Šin bet a byl rovněž velitelem Izraelského vojenského námořnictva.

## Biografie
Ami Ajalon se narodil v Tiberiadě v rodině, která se do Palestiny přistěhovala v roce 1930. V roce 1980 graduoval na Bar-Ilanově univerzitě, v roce 1992 získal titul z veřejné administrativy na Harvard University. Je ženatý a trojnásobný otec.

### Armáda a bezpečnostní služba
Svou vojenskou službu Ajalon absolvoval v řadách izraelského námořnictva. V roce 1963 vstoupil do řad Šajetet 13, izraelského vojenského námořnictva. V roce 1969 obdržel nejvyšší izraelské vyznamenání za statečnost za činnost při operaci Bulmus 6, při níž Šajetet 13 společně se Sajeret Matkal zaútočili na egyptskou pevnost Green Island. Další vyznamenání obdržel za provedení většího množství operací bez obětí.
V letech 1992 až 1996 v hodnosti admirála velel izraelskému námořnictvu. Po atentátu na Jicchaka Rabina v roce 1995 byl Ajalon jmenován ředitelem Šin bet. Tuto funkci vykonával do roku 2000.

### Mírové aktivity
25. června 2003 zveřejnil, společně s palestinským profesorem Sari Nusseibehem mírovou iniciativu The People´s Voice. Cílem iniciativy je shromáždit co nejvíce podpisů Izraelců a palestinských Arabů pod mírový program, který má vyřešit izraelsko-palestinské spory. Podle této iniciativy by existovaly dva státy - izraelský a palestinský (palestinští uprchlíci by se vraceli na palestinské území), hranice mezi oběma státy by byly stanoveny podle stavu ze 4. června 1967, Jeruzalém by zůstal otevřeným městem, Palestina by byla demilitarizovaná. Přijetím této iniciativy by se obě strany vzdaly dalších požadavků a nároků.

### Politická aktivita
V roce 2006 byl Ajalon zvolen do Knesetu za Stranu práce. Ale poté, co Strana práce uzavřela koalici s Kadimou, mu nebyla nabídnuta žádná pozice v nové vládě.
Koncem května 2007 se Ajalon zúčastnil stranických primárních voleb o místo předsedy Strany práce (Avoda). Přestože měl krátce před volbami několikabodový náskok před svým soupeřem Ehudem Barakem, prohrál s ním v červnu, ve druhém kole.
V září 2007 byl jmenován ministrem bez portfeje a členem ministerského bezpečnostního výboru, ekonomicko-sociálního kabinetu a předsedou ministerské státní kontrolní komise.

## Vyznamenání
- Medaile Za hrdinství – Izrael